# 텔레포민쿠스쿠스
텔레포민쿠스쿠스(Phalanger matanim)는 쿠스쿠스과에 속하는 유대류의 일종이다. 뉴기니섬에서 발견되는 주머니쥐의 일종으로 멸종된 종으로 추정하기도 한다. 통용명은 오스트레일리아 동물학자 팀 플래너리(Tim Flannery)가 과학적으로 발견하기 이전에 이 종을 알고 있던 텔레폴족의 이름에서 유래했다. 파푸아뉴기니 중부 지역의 농 강을 따라 이어지는 참나무 숲에서 발견되며, 해발 고도 1500m부터 2000m 높이 사이에서 서식한다. 1997년 가뭄과 화재 이후 숲이 파괴되었으며 이 때문에 멸종된 것으로 추정하고 있다.

## 서식지
텔레포민과 티팔민 그리고 파푸아뉴기니 지역에서 발견된다. 알려진 표본 수집 지역의 북동부 또는 서부에서 발견할 수 있다. 확실하게 서식하는 지역으로 알려져 있던 곳은 1998년 화재로 크게 파괴되었다.